# Meloe paropacus
Meloe paropacus är en skalbaggsart som beskrevs av Dillon 1952. Meloe paropacus ingår i släktet Meloe och familjen oljebaggar. Inga underarter finns listade i Catalogue of Life.